# Fredrik Ulvestad
Fredrik Stensøe Ulvestad, född 17 juni 1992 i Ålesund, är en norsk fotbollsspelare som spelar för turkiska Sivasspor och för det norska landslaget.

## Klubbkarriär

### SK Herd och Aalesund
Ulvestad började spela fotboll i SK Herd. 2008 gick han till Aalesund. Han gjorde A-lagsdebut den 13 maj 2010 i en 1–0-vinst över Volda TI i Norska cupen, där han blev inbytt i den 37:e minuten mot Jonathan Parr. Totalt spelade Ulvestad 132 A-lagsmatcher och gjorde 20 mål för Aalesund.

### Burnley
Den 10 mars 2015 värvades Ulvestad av engelska Burnley, där han skrev på ett treårskontrakt. Han debuterade i Premier League den 16 maj 2015 i en 0–0-match mot Stoke City, där han blev inbytt i den 88:e minuten mot David Jones.
Den 31 augusti 2016 lånades Ulvestad ut till Charlton Athletic på ett låneavtal över säsongen 2016/2017.

### Djurgårdens IF
Den 2 februari 2018 värvades Ulvestad av Djurgårdens IF, där han skrev på ett treårskontrakt. Den 19 februari 2018 tävlingsdebuterade Ulvestad i en 6–0-vinst över Degerfors IF i Svenska cupen, där han blev inbytt i den 62:a minuten mot Jesper Karlström. Den 10 maj 2018 vann Djurgården finalen i Svenska Cupen mot Malmö FF med 3-0. Ulvestad assisterade till 3-0 målet.
2019 startade Ulvestad 30 av 30 matcher för Djurgården och gjorde 5 mål under säsongen. Den 2 november 2019 vann han SM-Guld med Djurgården efter en upphämtning i andra halvlek mot IFK Norrköping i sista matchen.
Säsongen 2020 vann Ulvestad den interna skytteligan i Djurgården med elva mål, varav sex på straff, och spelade 27 matcher, samtliga från start. I december 2020 lämnade han Djurgården efter nästan tre år i klubben.

### Qingdao
Den 3 februari 2021 blev Ulvestad klar för en övergång till kinesiska Qingdao.

## Landslagskarriär
Den 27 augusti 2014 debuterade Ulvestad för Norges landslag i en 0–0-match mot Förenade Arabemiraten.

## Privatliv
Fredrik Ulvestads far Rune Ulvestad är en tidigare fotbollsspelare som spelat för både Aalesund och Molde.

## Meriter

### Klubb
Aalesunds FK
- Norska cupen: 2011

Djurgårdens IF
- Allsvenskan: 2019
- Svenska cupen: 2017-18